# Malta na letních olympijských hrách
Malta na letních olympijských hrách startuje od roku 1928. Toto je přehled účastí, medailového zisku a vlajkonošů na dané sportovní události.

## Účast na Letních olympijských hrách
| Dějiště LOH            | LOH      | Vlajkonoš                       | Zlatá medaile | Stříbrná medaile | Bronzová medaile | Celkem |
| ---------------------- | -------- | ------------------------------- | ------------- | ---------------- | ---------------- | ------ |
| 1928 Amsterdam         | LOH 1928 | nebyl                           |               |                  |                  | 0      |
| 1932 Los Angeles       | 1932     |                                 |               |                  |                  | Ne     |
| 1936 Německo           | LOH 1936 | Godfrey Craig                   |               |                  |                  | 0      |
| 1948 Londýn            | LOH 1948 | Francis X. Zammit Cutajar       |               |                  |                  | 0      |
| 1952 Helsinky          | 1952     |                                 |               |                  |                  | Ne     |
| 1956 Melbourne         | 1956     |                                 |               |                  |                  | Ne     |
| 1960 Řím               | LOH 1960 | Christopher Dowling             |               |                  |                  | 0      |
| 1964 Tokio             | 1964     |                                 |               |                  |                  | Ne     |
| 1968 Ciudad de México  | LOH 1968 | Louis Grasso                    |               |                  |                  | 0      |
| 1972 Mnichov           | LOH 1972 | Joseph Grech                    |               |                  |                  | 0      |
| 1976 Montréal          | 1976     |                                 |               |                  |                  | Ne     |
| 1980 Moskva            | LOH 1980 | Frans Chetcuti                  |               |                  |                  | 0      |
| 1984 Los Angeles       | LOH 1984 | Peter Bonello                   |               |                  |                  | 0      |
| 1988 Soul              | LOH 1988 | Joanna Agius                    |               |                  |                  | 0      |
| 1992 Barcelona         | LOH 1992 | Laurie Pace                     |               |                  |                  | 0      |
| 1996 Atlanta           | LOH 1996 | Angela Galea                    |               |                  |                  | 0      |
| 2000 Sydney            | LOH 2000 | Laurie Pace                     |               |                  |                  | 0      |
| 2004 Athény            | LOH 2004 | William Chetcuti                |               |                  |                  | 0      |
| 2008 Peking            | LOH 2008 | Marcon Bezzina                  |               |                  |                  | 0      |
| 2012 Londýn            | LOH 2012 | William Chetcuti                |               |                  |                  | 0      |
| 2016 Rio de Janeiro    | LOH 2016 | Andrew Chetcuti                 |               |                  |                  | 0      |
| 2020 Tokio             | LOH 2020 | Eleanor Bezzina Andrew Chetcuti |               |                  |                  | 0      |
| 2024 Paříž             | LOH 2024 |                                 |               |                  |                  | x      |
| Celkem                 | 17       |                                 | 0             | 0                | 0                | 0      |
| Zdroj na Olympedia.org |          |                                 |               |                  |                  |        |